# 苏-30战斗机
Su-30戰鬥機（蘇-30戰鬥機，北約命名稱為側衛C，Flanker-C）是俄羅斯蘇霍伊航空公司基於蘇联时期開發的Su-27加以改進升級後的第四代重型雙發動機雙座多用途戰機，為針對蘇-27假想敵F-15的升級版F-15E而開發，同時提高了航程。Su-30主要由阿穆尔河畔共青城加加林飞机制造厂以及伊爾庫茨克飛機製造廠生產，前者的產品主要外銷中国人民解放军，後者主要供貨給印度空軍，這款戰機也有諸多其他國家訂購。

## 發展

### Su-27PU長程攔截構想
因為少數戰機必須防衛廣大區域，雖然原本的Su-27已經有很遠的航程，但還是不能符合蘇聯的空中防衛計畫（簡稱“PVO”來自Protivo-Vozdushnaya Oborona）。所以Su-27PU研發案於1986年開始，這種強化型Su-27有更遠航程。雙座版Su-27UB教練機被選為改裝Su-27PU的母體，因為它的性能類似單座Su-27又能提供長程作戰的雙人駕駛機艙。概念驗證機於1987年7月6日首飛，該機的成果引致後續又生產有兩架Su-27PU原型機。第一架Su-27PU在1989年12月31日首飛於庫爾茲克，三架量產機的第一架首飛於1992年4月14日。
- 為了適應新角色該架原型Su-27UB在機鼻左邊加裝了空中加油管以延長航程；IRST（紅外線追跡裝置）則移到右邊。該機座艙後部還有氣動減速板。
- 航電系統也有改變，增加了特別通訊和導引裝備以領導一群Su-27機隊。後座加裝了一具大型CRT顯示器同時顯示機隊編組資訊和戰術目標資訊。導航和線傳飛控也升級了。雷達升為NIIP N001雷達，有一些空對地攻擊力和多目標接戰能力。

蘇霍伊提供Su-27PU使用“戰機控制者”，這種短程AWACS空中預警機系統，可以讓後座透過资料链控制其他戰機。然而，PVO還是沒興趣購買Su-27PU。全部五架Su-27PU，都改成後續“Su-30”的交接教練機，1996起進入PVO第54空中攔截聯隊於Savostleyka的訓練基地。

## 設計

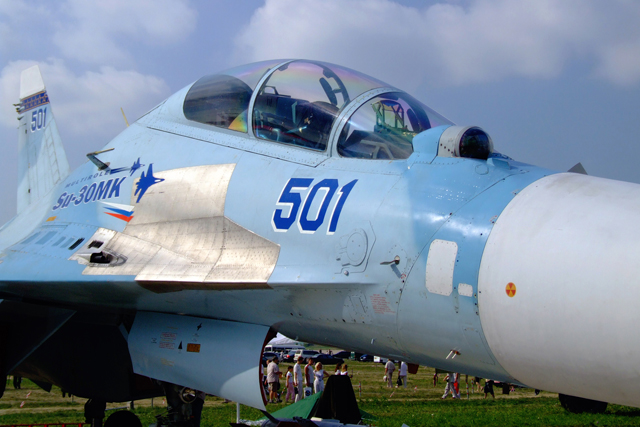
Su-30MK在2007年度莫斯科航展。

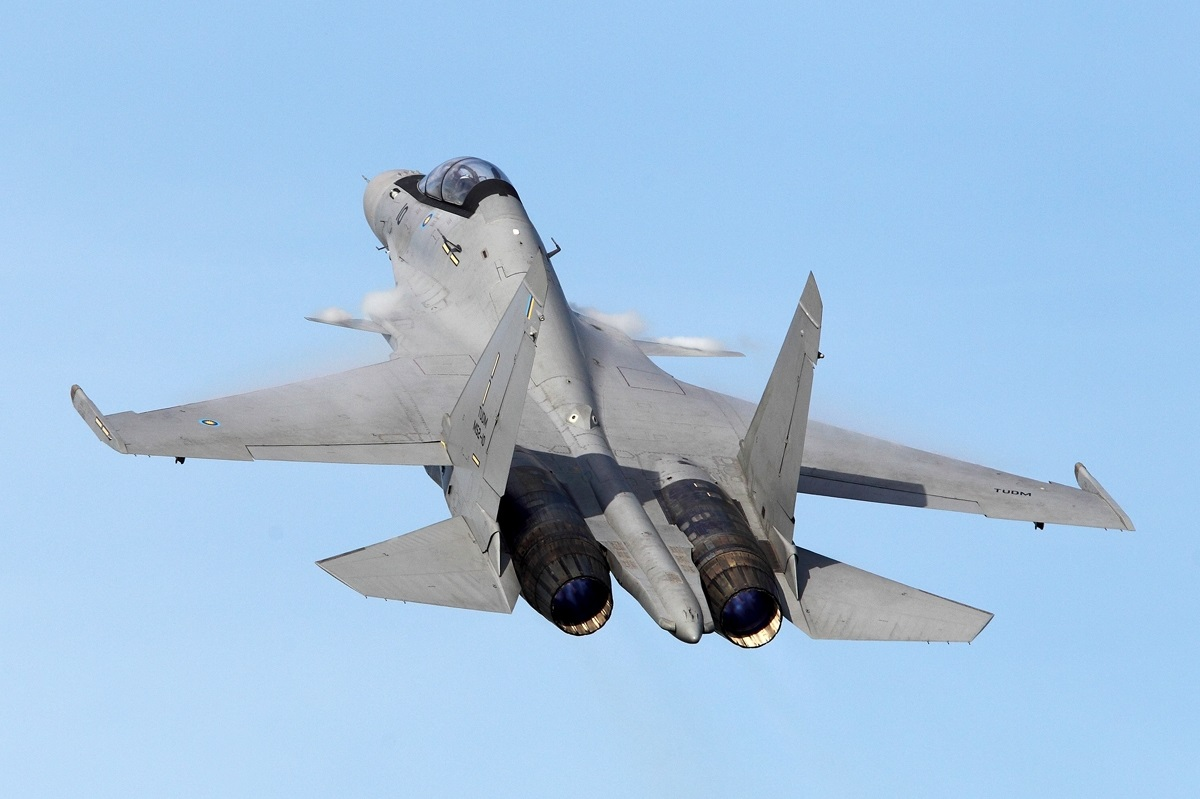
馬來西亞皇家空軍的Su-30MKM正進行高攻角機動。

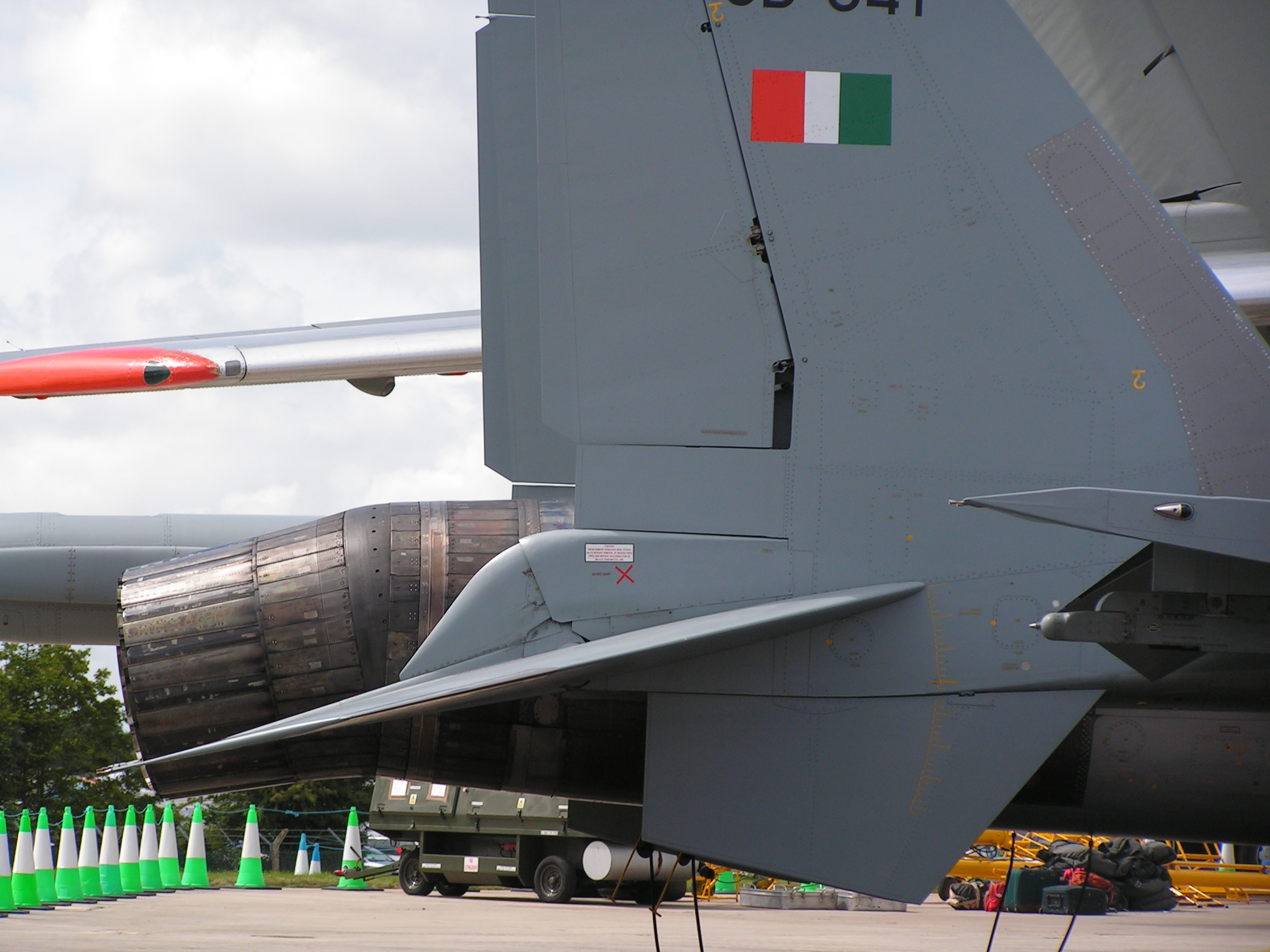
印度空軍的Su-30MKI。可見其AL-31FP發動機噴咀呈向下偏轉狀態。

一架雙座版Su-30M曾應蘇聯要求於90年代生產出來作為測試機。
- 外銷版稱為Su-30MK，其中“MK”表示“модернизированный, коммерческий”（現代化商業版）。首架Su-30MK於1993巴黎航空展發表。
- 更多優化的Su-30MK，多是從Su-27PU改裝來，於1994年發表。

### 高彈性多用途
Su-30MK可在远离基地的情况下完成多种作战任务，并能在各种天气及干扰较严重的环境下不分昼夜作战。
這款多功能戰機能够承担全范围的战术打击任务，从夺取空中优势，防空任务，空中巡逻和护航，再到对地攻击，压制敌方防空系统，空中拦截，近距空中支援和空对海攻击。此外，Su-30MK还能执行ECCM（电子反对抗）任务，进行空中早期预警，指挥和调控己方机群进行联合空中攻击任务。

### 高攻角
Su-30MK型的氣動設計採縱軸不安定三翼式，可以增加升力和機動性，前翼是最大改變。它可以在高攻角下自動偏斜保持飛機動能。有前翼型號有：Su-30MKI，Su-30MKM，Su-30MKA，Su-30SM等

### 發動機
飛機引擎採兩具AL-31FP具備矢量噴口的渦輪扇葉發動機。總推力25,000 kgf（245千牛頓）極速2馬赫，低海拔時速1,350 km/h，爬升率也有230 m/s。對角式2D向量推力噴嘴可以達到±15度非對稱偏斜（兩引擎各自可以互相偏離總角度32度）。有矢量噴口的型號有：Su-30MKI，Su-30MKM，Su-30MKA，Su-30SM等。Su-30MKK，Su-30MK2等型號使用普通版AL-31F發動機。
在標準油箱5,270kg的燃料下Su-30MK有能力飛行4.5小時達到3,000 km作戰半徑。空中加油可以延長飛行到10小時達到8,000 km作戰半徑，作戰最高高度可達11到13km。
長航程特性增加了許多戰術運用。包含邊界巡邏和護航轟炸機或是深入對地打擊。

### 雙座艙
後座者可以分擔戰鬥和轟炸任務中的雷達操縱和目標辨識，前後座的操作功能可以透過軟體互換。

### 航電系統
- 雷達：有多種雷達可以選配；有N001VE或Phazotron N010 Zhuk-27或N011M BARS多普勒脈衝被動電子掃描陣列雷達，都有能力同時追蹤15個空中目標，同時攻擊其中四個。其中N011M多普勒脈衝雷達（有20-m (65.6 ft）解析度)可以在400km（248.5 mi）外偵測到大型海上船艦，小船艦也能在120km（74.5 mi）偵測到。
- 其他航電包含整體光學照準導航系統搭配大型陀螺儀系統；面板顯示器、抬頭顯示器，還有多功能彩色LCD搭配影像複合能力；內建GPS系統（GLONASS/NAVSTAR相容型）。
- 加掛紅外線和雷射瞄準荚艙可以鎖定小型地面車輛。
- 本機還有ECCM可以反反制敵方電子、光學防禦系統，有幾種機型的兩翼端有巨大的各一具電子艙，能使用「交叉注視」型欺騙干擾對抗來襲的先進空對空飛彈。
- 所有機型都有特製自動駕駛可以在低空沿地形飛行，還能獨立和團體接戰陸海空目標。自動駕駛系統和導航系統相連線，能目標導向飛行和自動模式回航與降落。

## 衍生型

### 早期型号
Su-27PU
Su-27UB雙座教練機改裝來的長程攔截戰機。改名為Su-30。
Su-30
傳言中的測試機。
Su-30K
Su-30“过渡”版（T-10PK），伊尔库茨克航空厂制造的首批18架飞机。
根据1996年和1998年的协议，于1997-1999年交付给印度空军，直至2005年12月退还以换取新型苏-30MKI战斗机。2011年7月，所有18架苏-30K从印度运到位于白俄罗斯巴拉诺维奇的第558飞机修理厂存放。
2013年10月，俄罗斯国防出口公司与安哥拉签署合同，通过向俄罗斯的贷款购买12架苏-30K战斗机，在2017年10月至2019年5月期间交付。
2024年1月，埃塞俄比亚空军接收余下6架苏-30K的首批两架苏-30K（机号为“2041”和“2042”）。
Su-30KI
從Su-27S升級而來。只外銷給印尼，但是24架訂單於1997被取消，是一種單座版Su-30。
Su-30KN
從Su-27UB和Su-30K升级而来的雙座版
Su-30MK
升級版Su-30K，首次發表於1993年。
Su-30MKN
從Su-30MK和Su-30KN升级而来，越南人民军空军 （Su-30MKNV）、印尼空军（Su-30MKNI）和乌干达空军装备。
Su-30MK2N
具备对地攻击和打击海上目标能力的Su-30MKN，越南人民军空军 （Su-30MK2NV）、印尼空军（Su-30MK2NI）和乌干达空军装备。

### Su-30M及衍生型
Su-30M
升級自Su-27PU，可以說是第一架Su-27家族中的多用途戰機。
苏-30MKK战斗机
：集成Р-77（РВВ-АЕ）中距弹，Su-30M的中華人民共和國外銷版，中国人民解放军空军和委内瑞拉空军（Su-30MKV）装备。
Su-30M2
Su-30M升級電戰系統和反艦飛彈相容力，俄罗斯空天军装备。
Su-30MK2
Su-30M2的中华人民共和国外销版，新增对海/地攻击模式，采用"巴格特-55"（«Багет-55»）新一代处理器，中国人民解放军空军和委内瑞拉空军（Su-30MK2V）装备。
Su-30M3
Su-30M使用Zhuk MSE雷達以支援Kh-59MK反艦飛彈。
Su-30MK3
Su-30M3的中华人民共和国外销版，最终订单未能成交。

### Su-30MKI及衍生型
Su-30MKI戰鬥機
和印度航太共同研發的印度空軍版。包含向量推力，裝有以色列研發的多國相容航電，可以和印度、俄羅斯和法國飛機互通。
Su-30MKM
基於MKI的馬來西亞專用版，機體一樣但是融合使用法國、南非、俄羅斯相容航電。備有抬頭顯示器（HUD），導航前視IR系統（NAVFLIR）法國製雷射導引荚艙（LDP），南非SAAB AVITRONICS生產的MAW-300飛彈警報系統（MAWS）、雷射警報系統（LWS），採用蘇聯NIIP N011M BARS被動陣列雷達、電子閃光系統（EW）、光學定位儀（OLS）和全數位駕駛艙。
Su-30MKA
阿爾及利亞外銷版，類似MKI，但是裝備俄罗斯和法國航電。有法國Thales和Sagem生產的多用途抬頭顯示器。
Su-30SM
Su-30的最新版。基于Su-30MKI与Su-30MKM的经验设计的最新版。主要由俄罗斯空天军、白俄罗斯空军和哈萨克斯坦空军，俄罗斯海军航空兵也有装备。
Su-30SME
Su-30SM的外销版，亚美尼亚和缅甸空军装备。
Su-30SM2
Su-30SM升級版，Su-30SM2與Su-30SM的最大差異就是由國產零件取代原先的進口零件，裝備了雪豹-E被動電子掃描陣列雷達和AL-41F1S發動機。

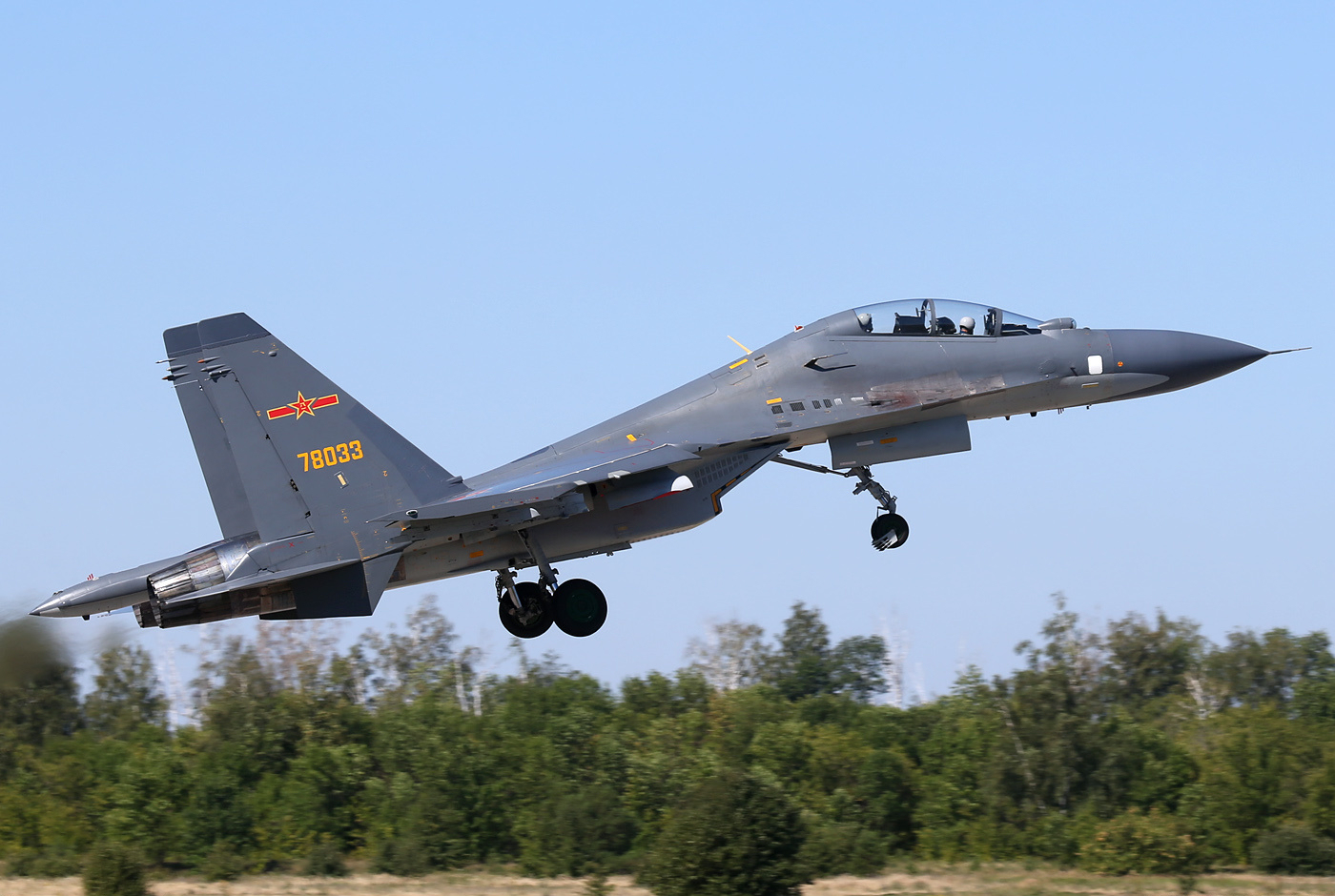
中國人民解放軍空軍Su-30MKK
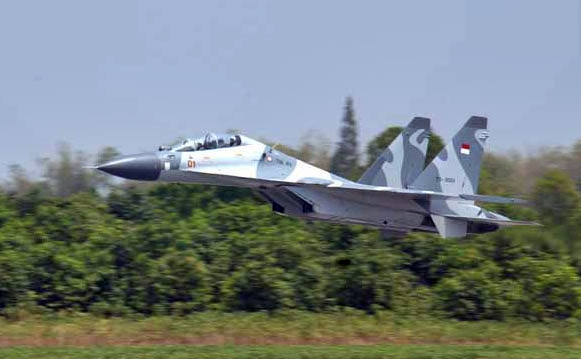
印度尼西亞空軍Su-30MK2NI
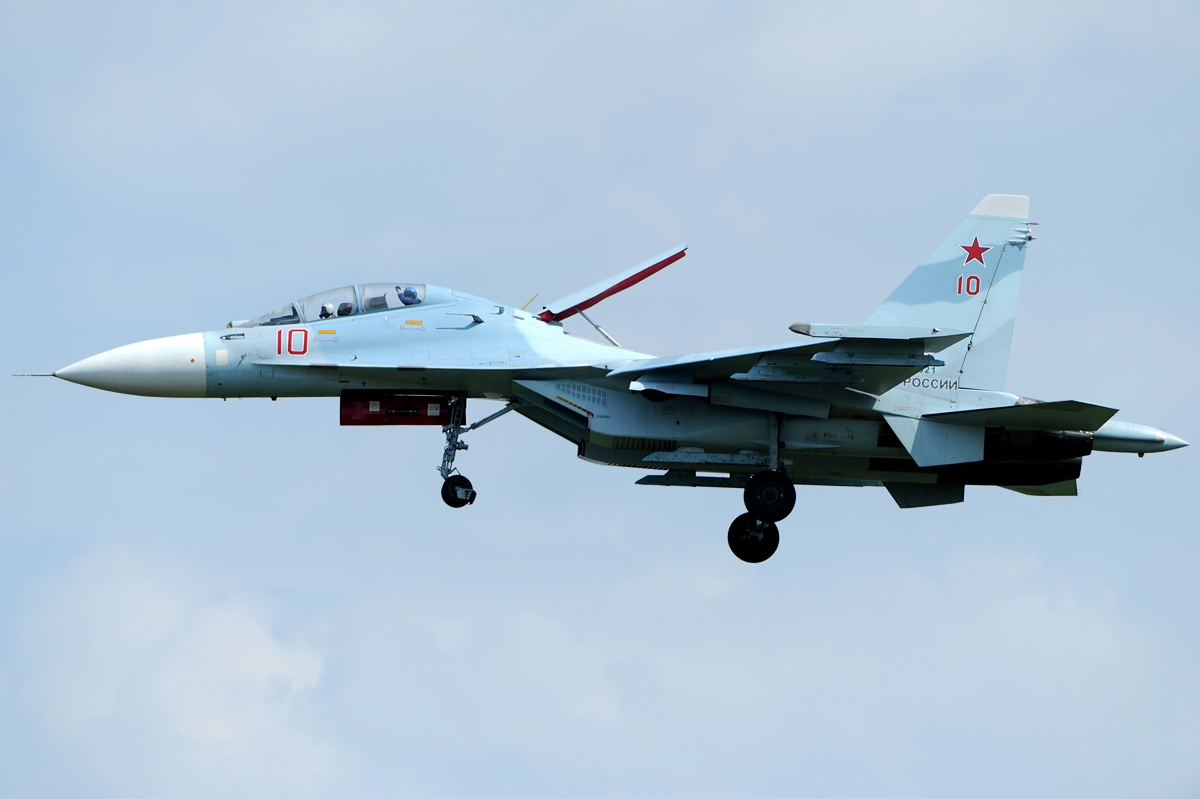
俄羅斯空軍Su-30M2
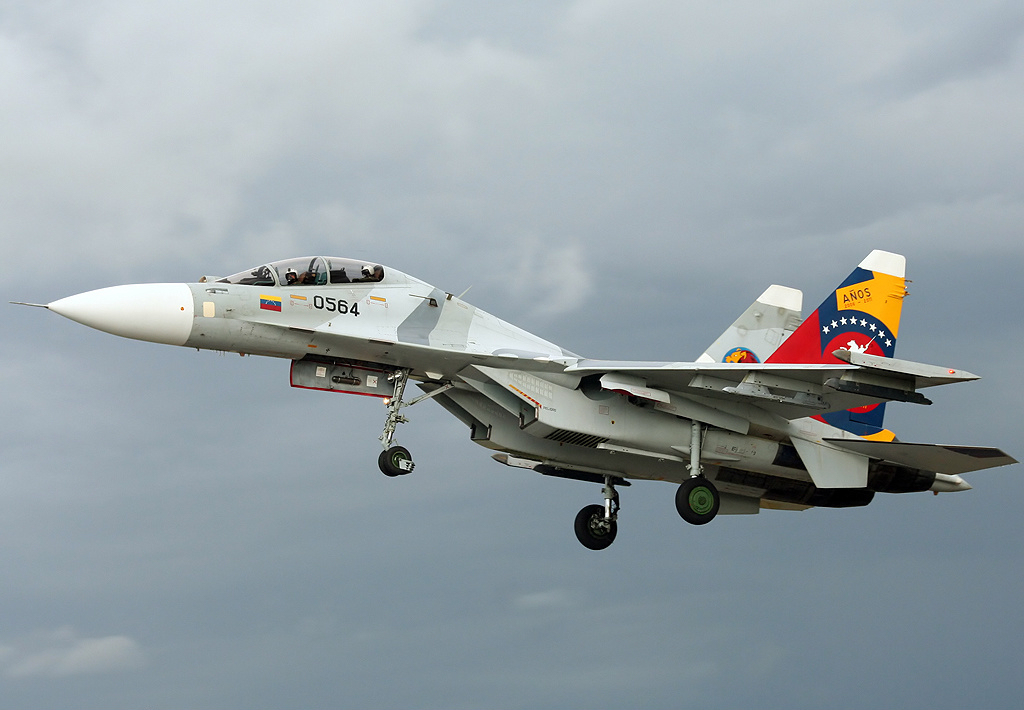
委內瑞拉空軍Su-30MK2V
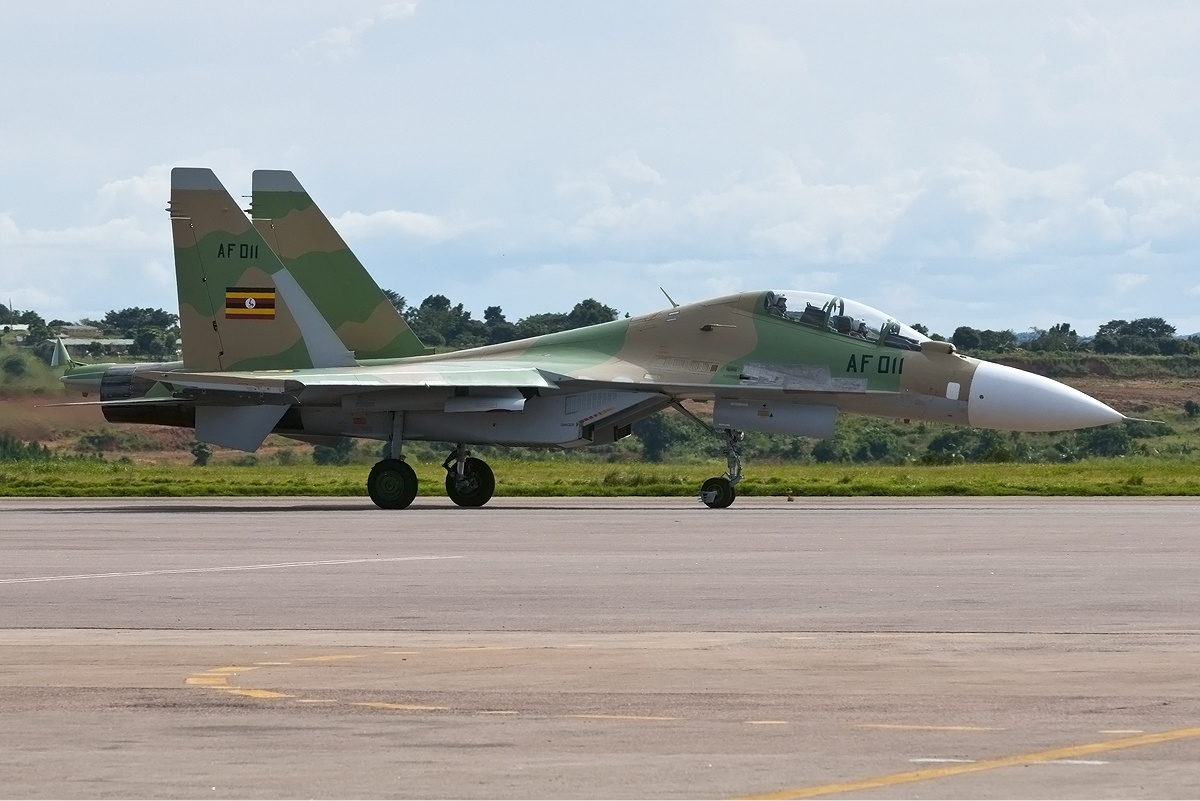
烏干達空軍Su-30MK2N
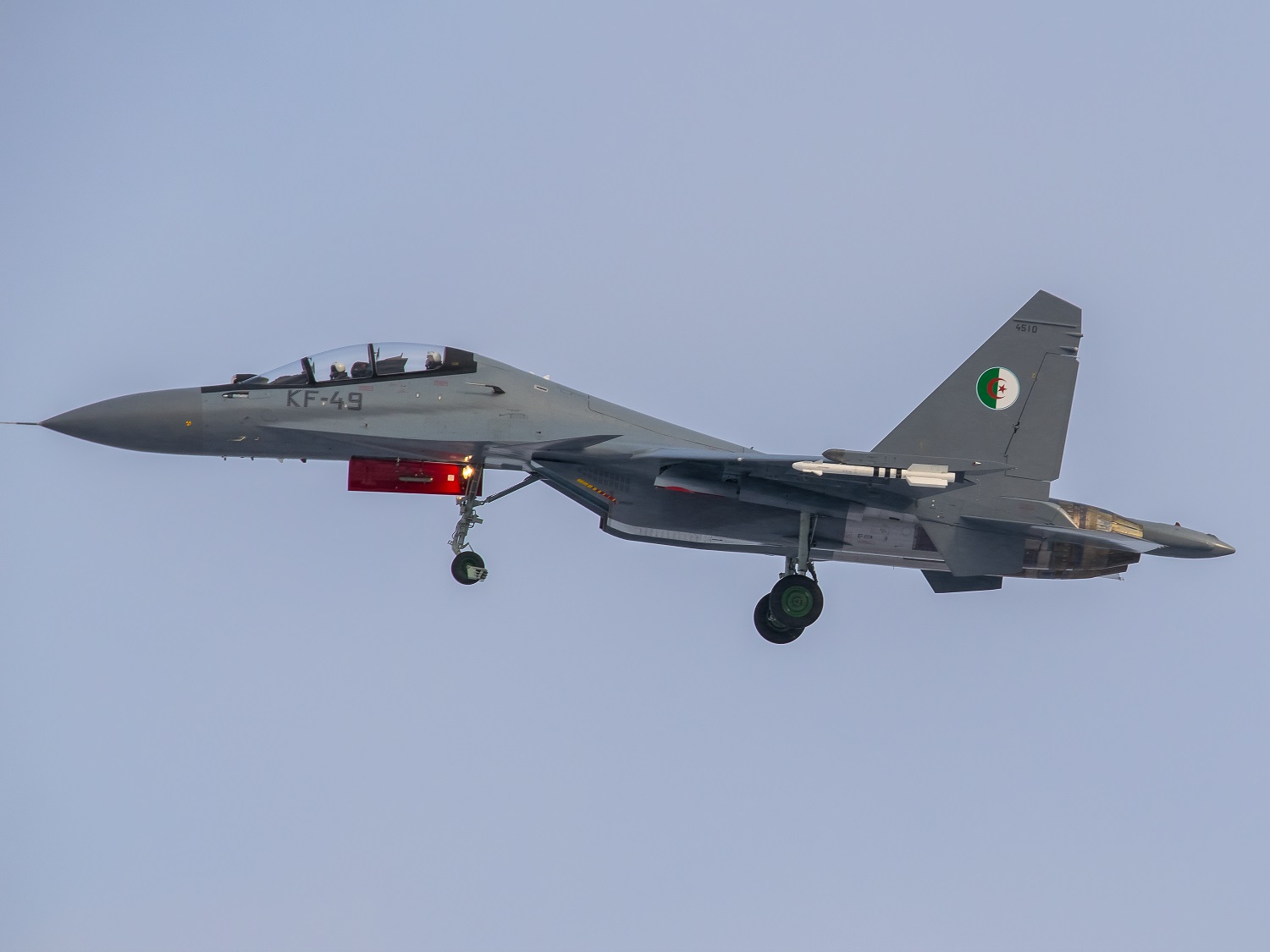
阿爾及利亞空軍Su-30MKA
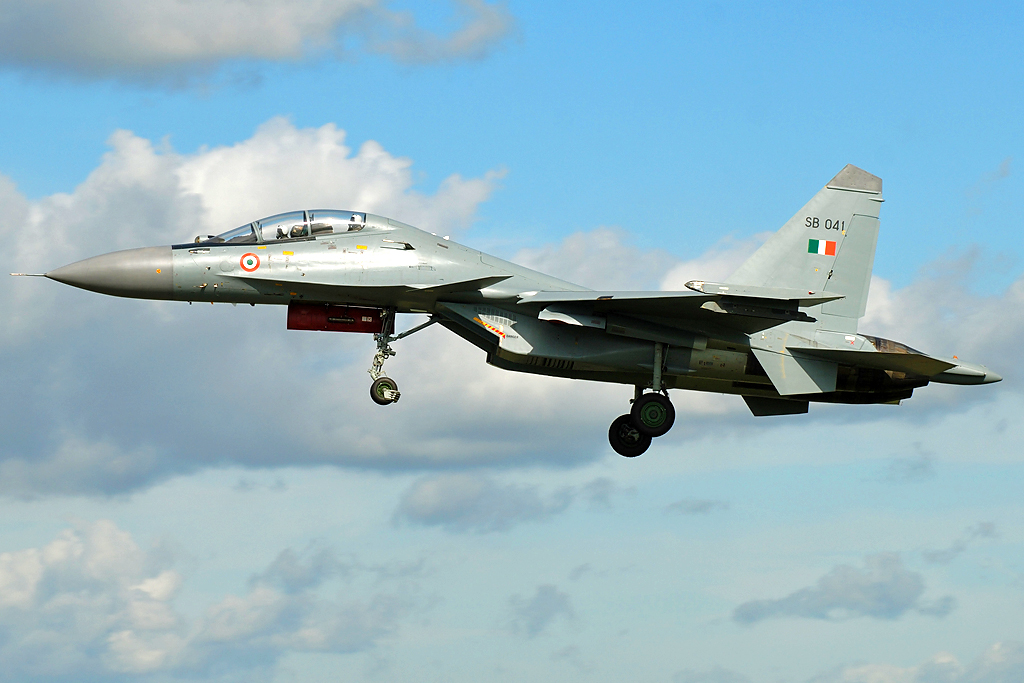
印度空軍Su-30MKI
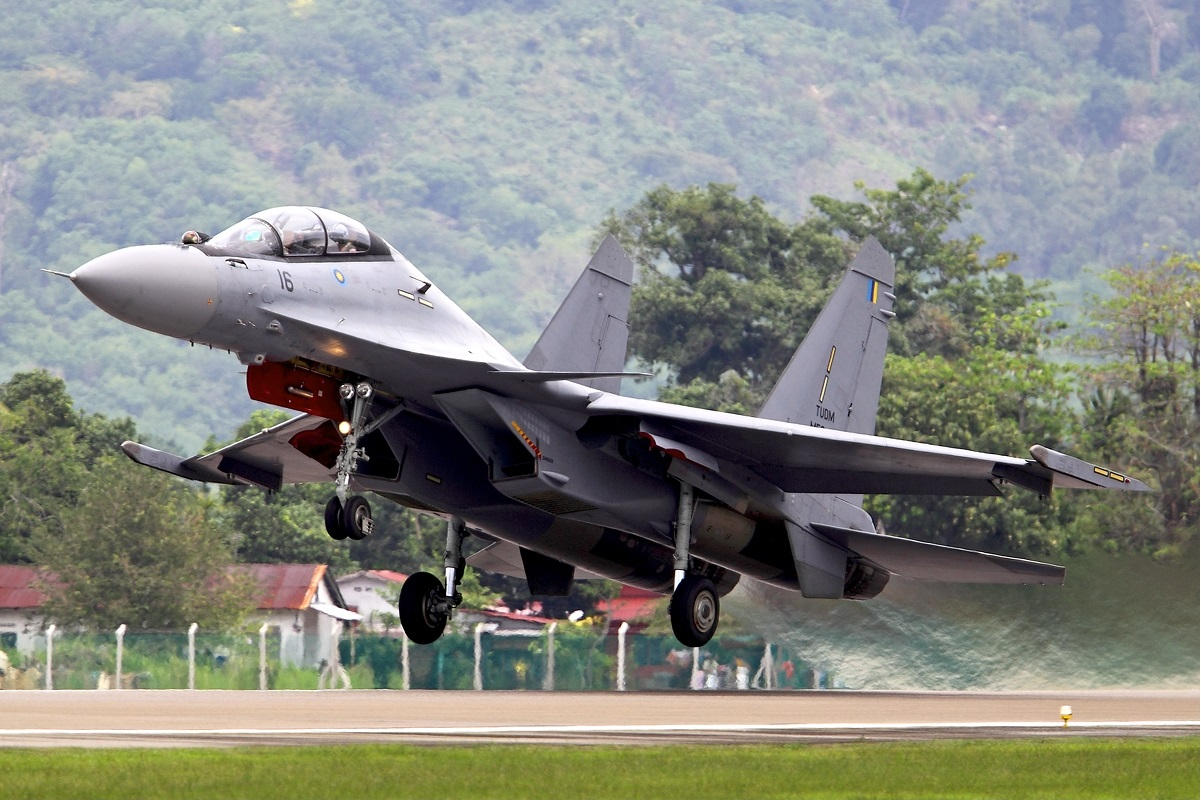
馬來西亞皇家空軍Su-30MKM
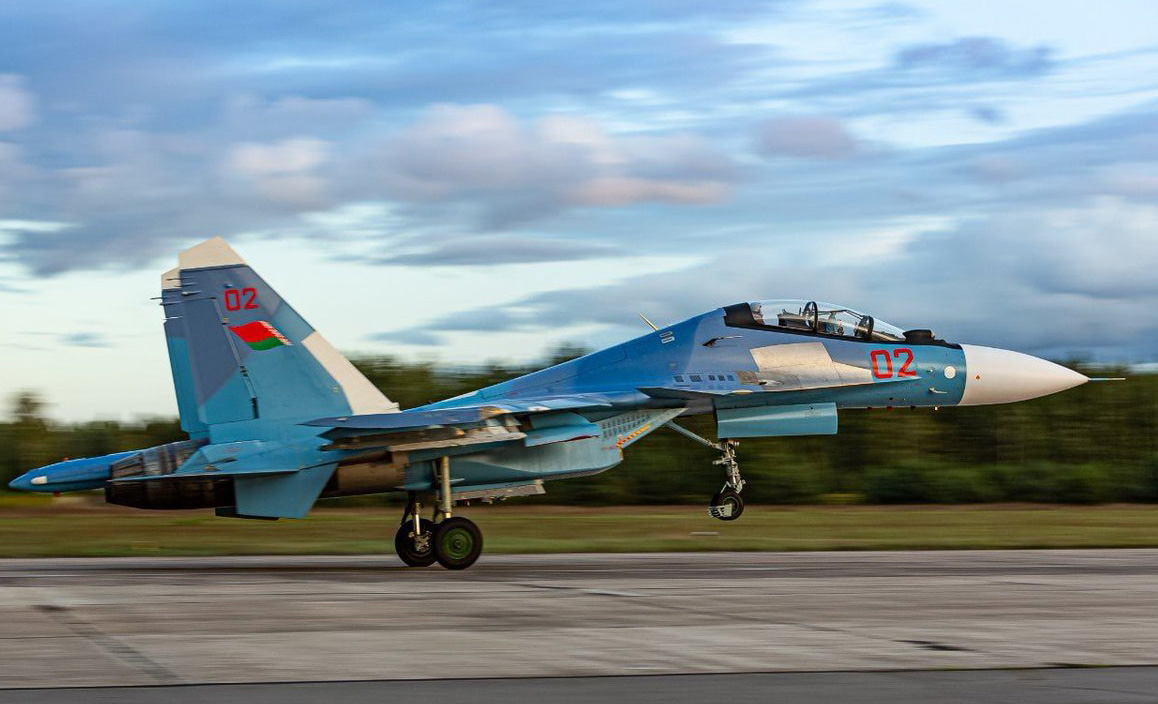
白俄羅斯空軍Su-30SM
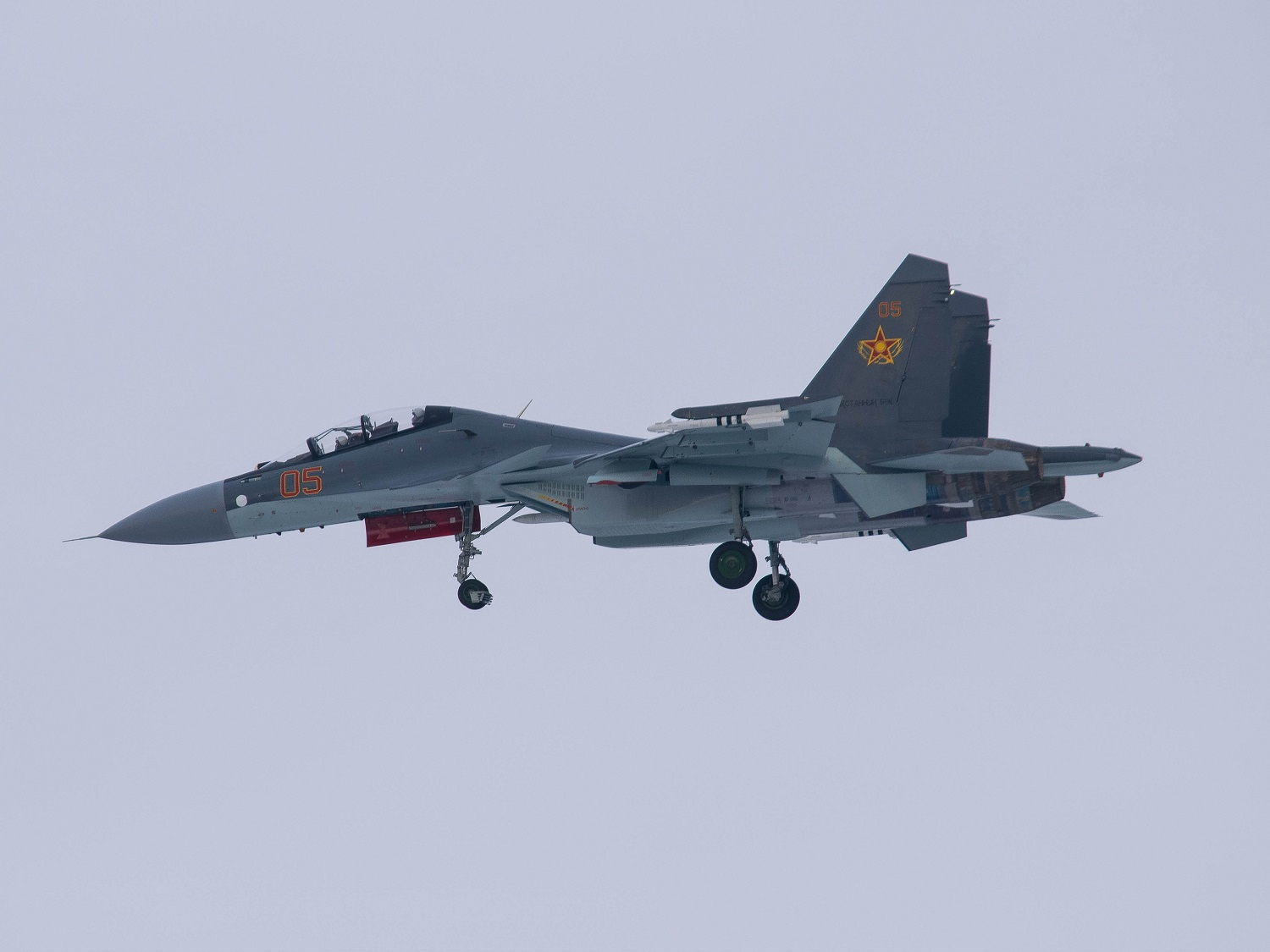
哈薩克空軍Su-30SM
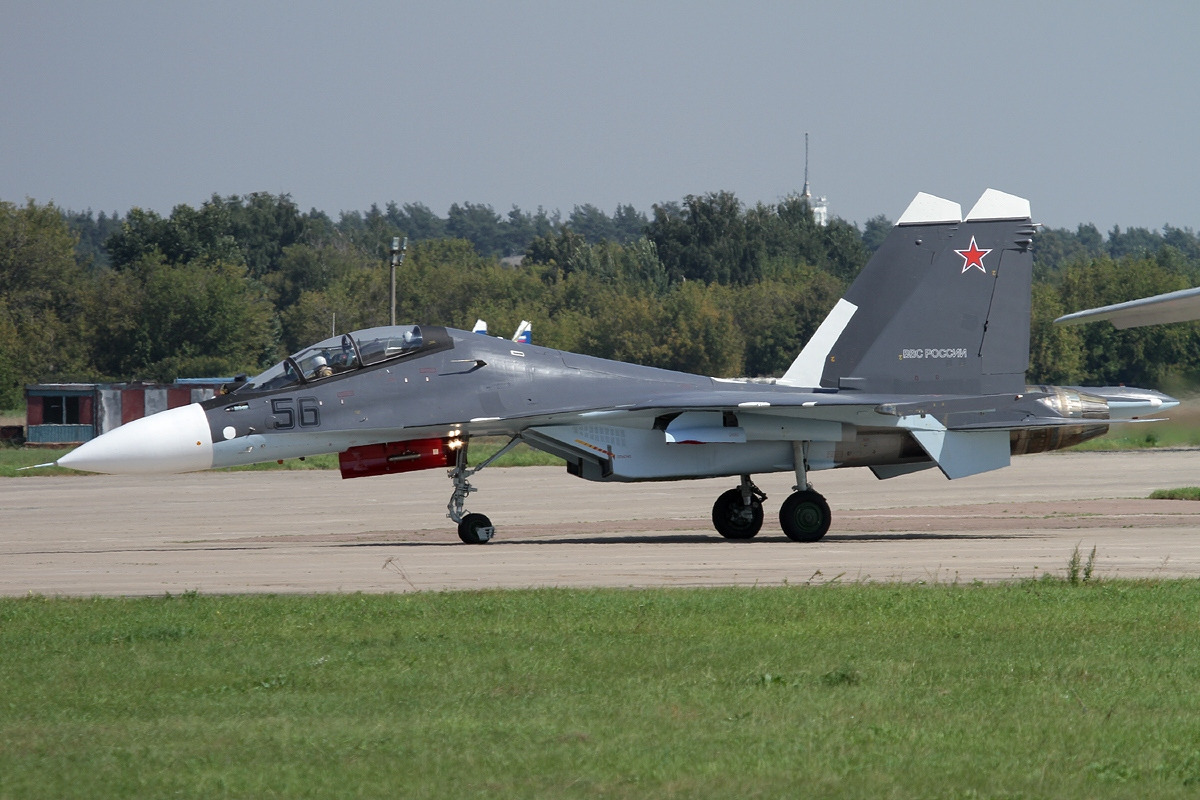
俄羅斯空天軍Su-30SM
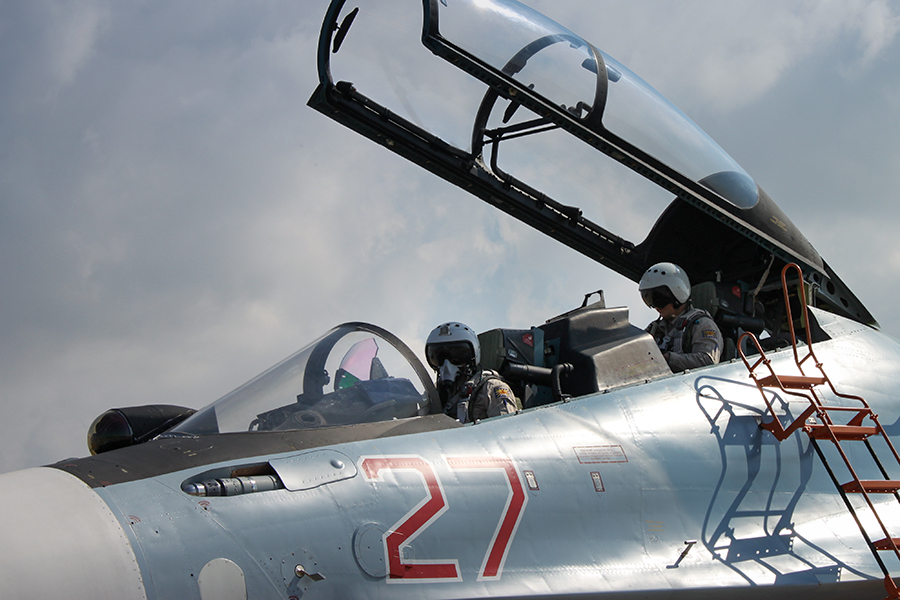
俄羅斯空軍的Su-30SM，攝於2015年在叙利亞

## 使用国
- 阿尔及利亚：

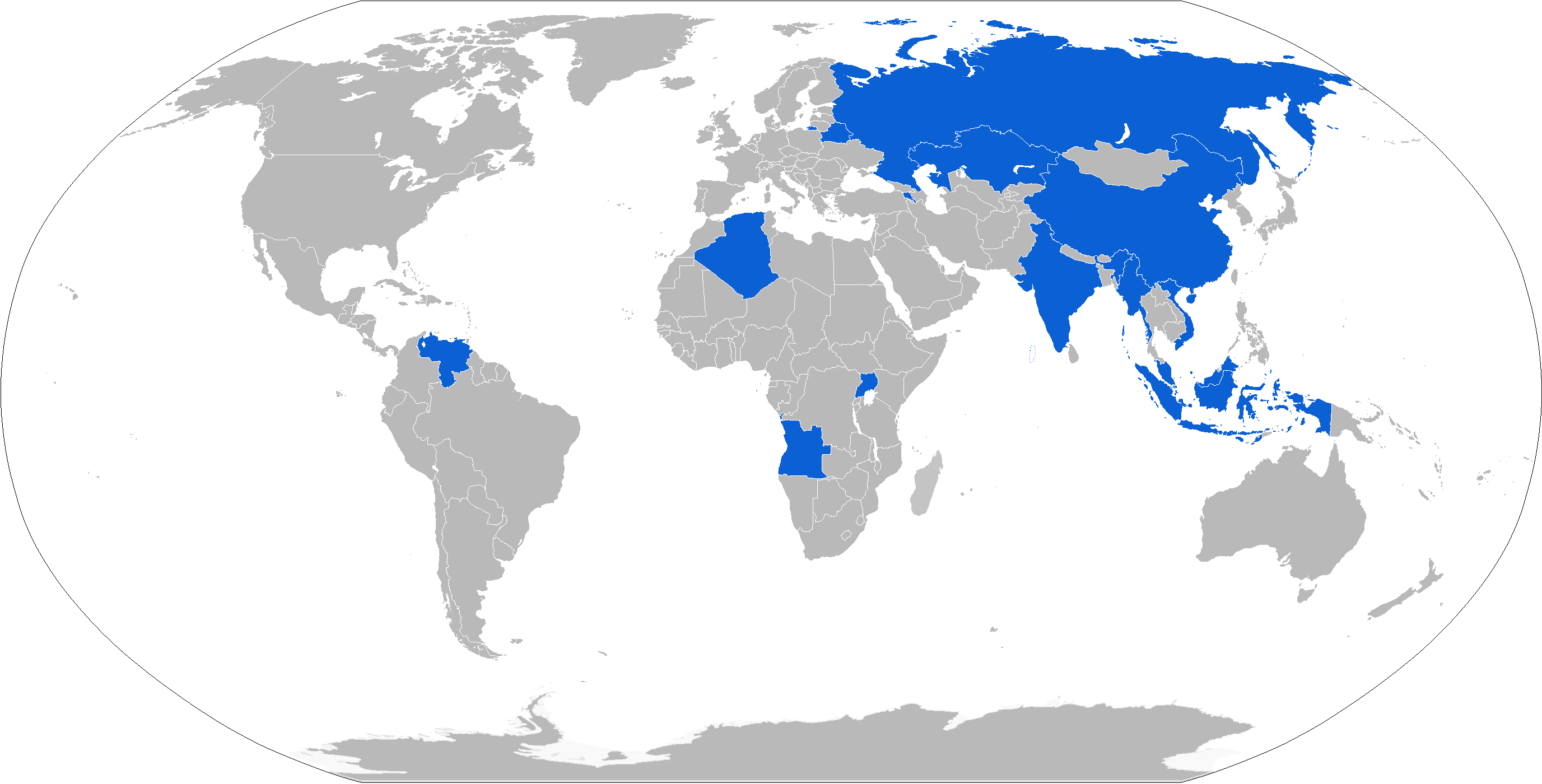
使用國

  - 阿尔及利亚空军 - 63架Su-30MKA，2019年订购了12架。
- 安哥拉：
  - 安哥拉空軍 - 2013年10月通過向俄羅斯的貸款订购12架白俄羅斯558厂翻新的印度退貨Su-30K，在2017年10月至2019年5月期間交付。[8]
- 亞美尼亞
  - 亚美尼亚空军 - 于2019年2月订购了4架苏-30SM，预计将于2020年开始交付。
- 白俄羅斯
  - 白俄罗斯空军 - 12架苏-30SM，首批于2019年交付；另有數量不明的Su-30SM2
- 中国：
  - 中國人民解放軍空軍 - 76架Su-30MKK，24架Su-30MK2。
- 衣索比亞：
  - 衣索比亞空軍 - 2架，白俄羅斯558厂翻新的印度退貨Su-30K。
- 印度尼西亞：
  - 印度尼西亞空軍 - 2架苏-30MK和9架Su-30MK2，2架苏-30MK在2015年之后由白俄罗斯558厂升级成MK2。
- 印度：
  - 印度空軍 - 18架Su-30K于1997-1999年交付，至2005年12月退貨；訂購272架Su-30MKI，2019年增購12架以補充機隊損耗。
- ：
  - 哈薩克斯坦空軍[5] - 36架Su-30SM，已于2018年至2021年間完成交付；2023年再向俄羅斯採購10架Su-30SM
- 緬甸：
  - 缅甸空军 - 於2018年正式訂購6架Su-30SME。
- 马来西亚：
  - 馬來西亞皇家空軍 - 18架Su-30MKM
- 俄羅斯：
  - 俄罗斯空天军 - 19架Su-30M2，91架Su-30SM
  - 俄罗斯海军航空兵 - 72+架Su-30SM
  - 俄羅斯勇士飛行表演隊 - 8架Su-30SM。[9]
- 乌干达：
  - 乌干达空军 - 以3.25亿美元购买6架Su-30MK2。2022年3月起，由印度HAL公司負責维护和修理
- 委內瑞拉：
  - 委內瑞拉空軍 - 24架Su-30MK2
- 越南：
  - 越南人民軍空軍 - 35架Su-30MK2V

### 潛在用家
- 伊朗
  - 2024年伊朗記者穆阿津（Hayal Muazin）引述土耳其消息人士的話說，德黑蘭打算開始在國內生產俄羅斯蘇（Su）-30[10]。

## 作戰經歷

### 俄羅斯入侵烏克蘭
2022年3月5日，一架Su-30SM在烏克蘭尼古拉耶夫州的尼古拉耶夫附近被烏克蘭軍隊擊落。兩名機組人員阿列克謝·戈洛文斯基少校和阿列克謝·科茲洛夫上尉彈射成功後被俘虜。
2023年12月24日，一架Su-30在黑海上空，被烏克蘭防空部隊發射飛彈擊落。
2025年5月2日，烏克蘭的MAGURA V7無人防空快艇使用AIM-9X導彈擊落了一架苏-30战斗机。這次擊落是無人快艇第一次擊落戰機。

## 意外
- 2022年10月23日，俄罗斯空军一架從列宁斯基区起飛的苏-30SM在伊爾庫茨克的新列宁诺市镇的木屋区坠毁，兩名飞行员在未能逃生下死亡[14]。

## 性能
参考资料：KNAAPO Su-30MK page，Sukhoi Su-30MK page，Gordon and Davidson
基本信息
- 机组：2

性能
- 推重比：1.0

武器

- 機砲： 1× GSh-30-1機炮（30 mm caliber，150 rounds）
- 空對空飛彈： 6× R-27ER1（AA-10C），2× R-27ET1（AA-10D），6× R-73E（AA-11），6× RVV-AE (AA-12)
- 對地飛彈： 6× Kh-31P/Kh-31A 反輻射飛彈，6× Kh-29T/L雷射導引對地飛彈，2× Kh-59ME
- 炸彈： 6× KAB 500KR，3× KAB-1500KR，8× FAB-500T，28× OFAB-250-270

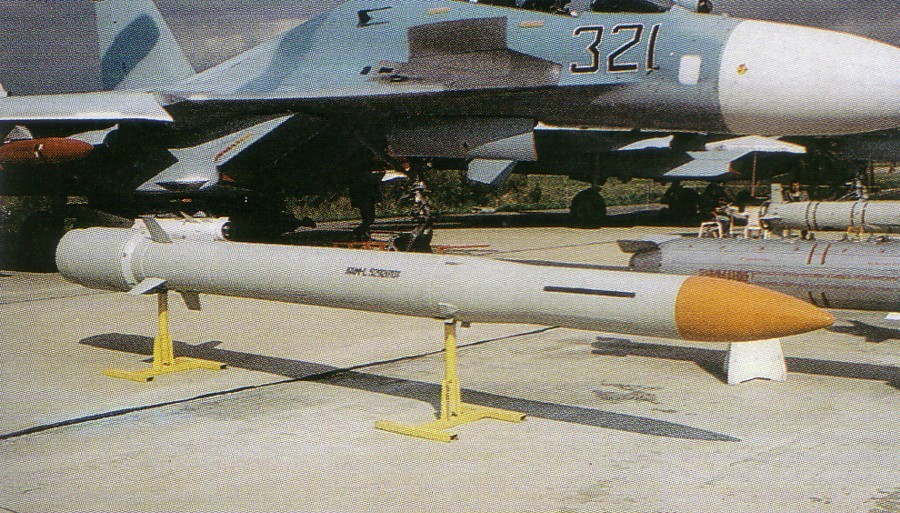
Su-30MK可配備KS-172超遠程空對空飛彈，射程高達300公里。照片刊登於1994年1月的《新軍事技術》雜誌（Nowa Technika Wojskowa）。

- 总共12个挂点

## 相關
設計時序
Su-27 · Su-30 · Su-32 · Su-33 · Su-34 · Su-35 · Su-37 · Su-47 · Su-57 · 
類似機型
- F-15E
- J-16